# مكتبة فورتمبرغ
مكتبة فورتمبرغ (بالألمانية: Württembergische Landesbibliothek) وتُسمى اختصاراً WLB، هي أكبر مكتبة في مدنية شتوتغارت في ولاية بادن فورتمبرغ. تأسست عام 1765 مكتبة لدوق فورتمبرغ. وتحتوي على أكثر من ثلاثة ملايين كتاب ومجلد. وبذلك تكون رابع أكبر مكتبة في ولاية بادن فورتمبرغ بعد مكتبات جامعات فرايبورغ وهايدلبرغ وتوبنغن.
تمتلك أيضا مجموعة هامة من المخطوطات في العصور القروسطية. بجانب مجموعة من الكتاب المقدس والتي تعتبر من أكبرها في العالم.
وهي مع مكتبة بادن في كارلسروهه المكتبتان الحكوميتان في ولاية بادن فورتمبرغ. ومن أحد مهمامها جمع وأرشفة الأدب المكتوب في الولاية، ويحق لهما قانونا نسخة من كل عمل منشور في الولاية.
تم إلحاقها عام 1967 بمكتبة جامعة شتوتغارت، فبها ثروة من الكتب الأكاديمية لكل من كليات العلوم الإنسانية في الجامعة وكلية شتوتغارت للموسيقى وأكاديمية الفنون في شتوتغارت. وحتى الآن تقدم المكتبة فهارسها على الإنترنت لكنها لم تحول محتوياتها بعد إلى الشكل الرقمي.